# Dootrzewnowa chemioterapia perfuzyjna w hipertermii
Dootrzewnowa chemioterapia perfuzyjna w hipertermii – procedura z zakresu onkologii i chirurgii onkologicznej służąca do leczenia zmian nowotworowych, stanowiąca połączenie metod chemioterapii i hipertermii terapeutycznej. Stanowi element leczenia wieloetapowego, stosowana jest w trakcie zabiegu chirurgicznego.
Zazwyczaj procedura jest opisywana jednym z akronimów angielskich nazw:
- CHPP (continuous hyperthermic peritoneal perfusion[1] – ciągła perfuzja otrzewnowa w hipertermii)
- HIPEC (hyperthermic intraperitoneal chemotherapy[2] – hipertermiczna chemioterapia dootrzewnowa)
- IPHC (intraperitoneal hyperthermic chemoperfusion – hipertermiczna chemioperfuzja dootrzewnowa)

Chemioterapia dootrzewnowa w hipertermii znajduje zastosowanie w leczeniu raka jelita grubego, międzybłoniaka otrzewnej, śluzaka rzekomego otrzewnej i przerzutów nowotworowych (raka jelita grubego, raka żołądka).
Po otwarciu jamy brzusznej drogą laparotomii chirurg dokonuje oceny zaawansowania zmian nowotworowych. Jeśli celem zabiegu jest usunięcie guza pierwotnego, dokonuje się jego usunięcia (zabieg cytoredukcyjny). Następnym etapem jest właściwa perfuzja – przez dreny do jamy otrzewnej wprowadza się płyn perfuzyjny zawierający cytostatyk. Krążący płyn jest stopniowo podgrzewany od 37 °C do 41–42 °C. Ciągły przepływ płynu utrzymywany jest przez 60–120 minut, po czym następuje płukanie płynem niezawierającym cytostatyku.
Metoda pozwala na uzyskanie stosunkowo wyższego (od 20- do 100-krotnie) stężenia cytostatyku w jamie otrzewnej niż we krwi, dzięki istnieniu fizjologicznej bariery krew–otrzewna, co pozwala uniknąć części ubocznych skutków typowych dla chemioterapii ogólnoustrojowej. Korzystny efekt podwyższonej temperatury opiera się na jej wpływie na tkankę nowotworową silniejszym niż na zdrową, poprawie dostępu cytostatyku do tkanek oraz niszczeniu komórek nienowotworowych w leczonej okolicy (neutrofile, monocyty, płytki krwi), a przez to ograniczeniu wzrostu nowotworu związanego z procesem gojenia.
W Polsce urządzenia do przeprowadzania dootrzewnowej chemioterapii perfuzyjnej w hipertermii są dostępne w Narodowy Instytut Onkologii im. Marii Skłodowskiej-Curie w Warszawie (wykorzystywane w leczeniu raka jajnika), w Szpitalu im. Narutowicza w Krakowie, w Dolnośląskim Centrum Onkologii we Wrocławiu oraz Klinice Chirurgii Onkologicznej Gdańskiego Uniwersytetu Medycznego.